# Göljåsagölen (Byarums socken, Småland)
Göljåsagölen är en sjö i Vaggeryds kommun i Småland och ingår i Lagans huvudavrinningsområde. Sjön är 7,4 meter djup, har en yta på 0,02 kvadratkilometer och är belägen 248 meter över havet.